# 초원로 (서울)
초원로(Chowon-ro)는 서울특별시 방화동을 동서로 연결하는 도로로, 총 연장은 1.015 km이다. 도로의 명칭이 유래된 것은 중화인민공화국의 자오위안시와의 자매 결연을 기념하여 제정된 도로이기 때문이다.

## 역사
- 2010년 6월 30일 : 도로명으로 초원로를 고시

## 주요 경유지
- 강서구
  - 방화동

## 접촉하는 도로
- 개화동로
- 금낭화로
- 방화동로
- 방화대로
- 마곡중앙5로 (직결)

## 철도 연계역
- ● 서울 지하철 9호선 : 신방화역